# 黒の歌姫
『黒の歌姫』（くろのうたひめ）は、2005年10月28日にCLOCKUPよりPC向けに発売されたアダルトゲーム。
2010年2月25日には、本作のDVDPG版がN43 Projectより発売された。
2020年6月26日には、本作のHD版『黒の歌姫 HDリマスター』が発売された。

## あらすじ
5人の歌姫たちが役割分担し、繁栄を極めていたオラトリオン王国の墓地で、レガートという男が蘇り、魔物の群れが王国を襲った。歌姫たちの戦いを見たレガートは、彼女たちの力を手に入れ屈辱を与えるために動き出した。

## 登場人物

### 歌姫五姉妹
オスティナ・フィル・コーダー
声 - 一色ヒカル
歌姫五姉妹の長女で、大地の歌姫。優しく気遣いの良くできる人物で、教会にいる孤児の世話も行っている。
貴族院議長のグリソムとは夫婦同士だが、子供ができないことについて思い悩んでいたところをレガートに付け込まれた。
ラトゥカ・フィル・コーダー
声 - 岬友美
歌姫五姉妹の次女で、炎の歌姫。王国を守護する騎士団の中でも強力な騎士団・飛龍騎士団の団長も務めている。
幼少時は、歌姫たちの中心的存在である光の歌姫としての教育を受けていたが、より強い力を持つフィーネが生まれたため、妹に光の歌姫の座を譲り、自らは他の姉妹の守護役を務めることにした。
自らの立場に思い悩むあまり下男のバガテルにあたってしまう。
フィーネ・フィル・コーダー
声 - 福田清香
歌姫五姉妹の三女で、光の歌姫。歌姫の中心的な存在であり、国民との交流も積極的に行っている。
ジャニス・フィル・コーダー
声 - 風音
歌姫五姉妹の四女で、水の歌姫。フィーネの双子の妹で、姉との違いに思い悩んだが、現在はその立場を肯定的にとらえ、最も開放的になっている。
歌姫たちを守護する近衛騎士団の一人であるアレンに思いを寄せていた。
ミリル・フィル・コーダー
声 - 青葉りんご
歌姫五姉妹の五女で、風の歌姫。幼く無邪気な性格で王国のマスコット的存在。風の守護獣を召喚して常に連れ歩いている。

### 淫魔
レガート
主人公。フィーネの封印から蘇った淫魔王のかけら。
サロメ
声 - 杉原茉莉
王国の辺境を拠点に活動する淫魔で、主に旅人や辺境警備隊を標的にしている。復活したレガートに犯され、その絶倫ぶりに魅了されてそのまま部下になった。

### その他
キリエ
声 - 古橋めぐる
歌姫たちに仕えるメイド。レガートの虜にされ、オスティナの前でクレアとの性行為をさせられた。
クレア
声 - 神崎ちひろ
歌姫たちに仕えるメイド。
バラッド
飛龍騎士団副団長で、ラトゥカの右腕的存在。

## 用語
オラトリオン王国
聖なる5人の姫巫女によって統治される平和と繁栄を享受する王国。

## 開発

### キャスティング
フィーネ役の声優は、第3回ZACオーディションで選ばれ、2次審査では姉妹の掛け合いや凌辱シーンといった演技審査とテーマ曲の歌唱審査などが実施された。
最終選考は2005年7月3日に開かれたキャラフェス2005のイベントステージにて行われ、来場者による投票の結果、フィーネ役は福田清香に、フィーネの末妹であるミリル役は青葉りんごにそれぞれ決定した。

## スタッフ
- 原画 - 今中光太郎
- シナリオ - 彩音、池かなた、迂闊　早夫、大田クミン、ORU、トンビ、なかなか、マンサク
- 音楽 - 上原一之龍、月兎

## 音楽

### 主題歌
- オープニングテーマ「Princess Blood」

作詞 - kanoko / 作曲・編曲：藤田淳平（Elements Garden） / 歌 - Rita
- エンディングテーマ「祈りの翼」

作詞 - 真理絵 / 作曲・編曲：Manack / 歌 - 真理絵

### イメージソング
- オスティナイメージソング「カゲロウ」

作詞 - 中原涼 / 作曲・編曲：細井聡司 / 歌 - 中原涼
- ラトゥカイメージソング「Passion」

作詞 - kanoko / 作曲・編曲：藤間仁 / 歌 - hirono
- ジャニスイメージソング「Water Strings」

作詞 - kanoko / 作曲・編曲：藤間仁 / 歌 - 片霧烈火
- ミリルイメージソング「FU 〜★FU〜★」

作詞 - kanoko / 作曲・編曲：藤田淳平 / 歌 - yukka

## 音楽CD
- 『黒の歌姫 オリジナルサウンドトラック』（CLOCKUP、2005年10月28日発売）
| #   | タイトル                                       | 作詞 | 作曲                        | 時間 |
| --- | ---------------------------------------------- | ---- | --------------------------- | ---- |
| 1.  | 「Princess Blood」(歌：Rita)                   |      | 藤田淳平（Elements Garden） | 4:01 |
| 2.  | 「Princess Blood BGM.ver」                     |      | 藤田淳平（Elements Garden） | 1:29 |
| 3.  | 「Universal cogwheel」                         |      | 上原一之龍                  | 2:02 |
| 4.  | 「Danderous sneer」                            |      | 上原一之龍                  | 1:57 |
| 5.  | 「純白の破片」                                 |      | 上原一之龍                  | 1:48 |
| 6.  | 「カゲロウ」(歌：中原涼)                       |      | 細井聡司                    | 5:16 |
| 7.  | 「カゲロウ BGM.ver」                           |      | 細井聡司                    | 2:19 |
| 8.  | 「塔の街」                                     |      | 上原一之龍                  | 1:57 |
| 9.  | 「暇つぶし」                                   |      | 上原一之龍                  | 1:38 |
| 10. | 「満天の使者」                                 |      | 上原一之龍                  | 1:55 |
| 11. | 「Passion」(歌：洋野)                          |      | 藤間仁（Elements Garden）   | 3:42 |
| 12. | 「Passion BGM.ver」                            |      | 藤間仁（Elements Garden）   | 1:32 |
| 13. | 「深紅の絨毯」                                 |      | 上原一之龍                  | 1:44 |
| 14. | 「兆し」                                       |      | 上原一之龍                  | 2:15 |
| 15. | 「独りの波紋」                                 |      | 上原一之龍                  | 2:34 |
| 16. | 「Water Strings」(歌：片霧烈火)                |      | 藤間仁（Elements Garden）   | 4:36 |
| 17. | 「Water Strings BGM.ver」                      |      | 藤間仁（Elements Garden）   | 1:11 |
| 18. | 「誘発」                                       |      | 月兎                        | 2:13 |
| 19. | 「喪失」                                       |      | 月兎                        | 2:07 |
| 20. | 「感得」                                       |      | 月兎                        | 1:56 |
| 21. | 「奇異」                                       |      | 月兎                        | 2:00 |
| 22. | 「遊戯」                                       |      | 月兎                        | 2:09 |
| 23. | 「FU～☆ FU～☆」(歌：yukka)                     |      | 藤田淳平（Elements Garden） | 3:26 |
| 24. | 「FU～☆ FU～☆ BGM.ver」                        |      | 藤田淳平（Elements Garden） | 1:30 |
| 25. | 「Waltz」                                      |      | 上原一之龍                  | 2:28 |
| 26. | 「祈りの翼 BGM.ver」                           |      | Manack                      | 2:26 |
| 27. | 「祈りの翼 from「ADVANCED BLUE」」(歌：真理絵) |      | Manack                      | 4:56 |